# Planctopirus limnophila
Planctopirus limnophila es una bacteria del género Planctopirus, familia Planctomycetaceae. Fue descrita inicialmente por Hirsch and Müller en 1986 como Planctopirus limnophilus, siendo corregida por Scheuner et al. 2015 con su denominación actual. Planctomyces limnophilus es un sinónimo homotípico de Planctopirus limnophila.